# Zonendatei
Eine Zonendatei ist Teil der Konfiguration des Nameservers BIND für das Domain Name System. Sie besteht aus einer Liste von Resource Records (RR). Eine Zonendatei beschreibt eine Zone vollständig. Es muss genau ein SOA Resource Record und mindestens ein NS Resource Record vorhanden sein. Der SOA-RR befindet sich meist am Anfang einer Zonendatei.
Neben den Syntax-Regeln der einzelnen RR-Typen definieren die RFC-Standards verschiedene globale Syntax-Regeln. Hauptziel dieser globalen Regeln ist, die Lesbarkeit von Zonendateien zu verbessern. Ein Syntax-Fehler führt meist dazu, dass die gesamte Zonendatei als unbrauchbar angesehen wird. Der Nameserver verhält sich dann ähnlich, als wäre diese Zone gar nicht vorhanden. Auf DNS-Anfragen reagiert er mit einer „SERVFAIL“-Fehlermeldung (wenn die Zone tatsächlich nicht vorhanden ist, reagiert er mit „NXDOMAIN“).

## Regeln

### Regel 1 – Leerzeilen
Leerzeilen sind zulässig.

### Regel 2 – Kommentare
Kommentare werden durch ; (Semikolon) eingeleitet. Alles, was rechts von einem ; auftaucht, gilt als Kommentar. Kommentare werden beim Zonentransfer nicht mitübertragen.

### Regel 3 – mehrzeilige Anweisungen
Soll ein Resource-Record auf mehrere Zeilen verteilt werden, so müssen Klammern verwendet werden.
Beispiel:
```
     example.com. 1800  IN  SOA  ns1.example.com. mailbox.example.com. (
                                                100   ; Seriennummer
                                                300   ; Refresh Time
                                                100   ; Retry Time
                                                6000  ; Expire Time
                                                600   ; negative Caching Zeit
                                               )
     example.com. 1800  IN  NS ns1.example.com.
```

```
     ns1.example.com. 1800  IN  A    172.27.182.17
     ns1.example.com. 1800  IN  AAAA 2001:db8::f:a
     www.example.com. 1800  IN  A    192.168.1.2
     www.example.com. 1800  IN  AAAA 2001:db8::1:2
```

### Regel 4 – @ als Platzhalter für Zonennamen
Erscheint der Name der Zone – der sogenannte Origin – ohne Extension isoliert, so darf er durch ein „@“ ersetzt werden.
Beispiel Datei example.com:
```
     @                  1800  IN  SOA ns1.example.com. mailbox.example.com. (
                                                100   ; Seriennummer
                                                300   ; Refresh Time
                                                100   ; Retry Time
                                                6000  ; Expire Time
                                                600   ; negative Caching Zeit
                                               )
     @                  1800  IN  NS     ns1.example.com.
     @                  1800  IN  A      1.2.3.4
     @                  1800  IN  AAAA   2001:db8::1:2:3:4
     alias.example.com. 1800  IN  CNAME  @
     ns1.example.com. 1800  IN  A      172.27.182.17
     ns1.example.com. 1800  IN  AAAA   2001:db8::53
     www.example.com. 1800  IN  A      192.168.1.2
     www.example.com. 1800  IN  AAAA   fd00::1:2
```

### Regel 5 – Zonenname darf weggelassen werden
Erscheint der Origin (Name der Zonen) am Ende eines Namens, so darf er weggelassen werden. Man beachte den Unterschied, der durch den weggelassenen Punkt am Ende des Namens entsteht: Namen mit anhängendem Punkt sind vollqualifiziert, und Namen ohne Punkt sind immer relativ zur Origin, wie man an den letzten beiden Beispielen sieht.
Beispiel Zone example.com:
```
     @                  1800  IN  SOA ns1 mailbox (
                                                100   ; Seriennummer
                                                300   ; Refresh Time
                                                100   ; Retry Time
                                                6000  ; Expire Time
                                                600   ; negative Caching Zeit
                                               )
     @                  1800  IN  NS ns1
```

```
     ns1                1800  IN  A  172.27.182.17
     www 1800  IN  A  192.168.1.2
     www.abteilung 1800  IN  A  192.168.1.3      ; bedeutet www.abteilung.example.com
     www.example.com 1800  IN  A  192.168.1.4      ; bedeutet wegen fehlenden Punkts www.example.com.example.com
```

### Regel 6 – nur der erste Name muss angegeben werden
Haben zwei oder mehr aufeinanderfolgende RRs den gleichen Namen, so braucht nur der erste angegeben zu werden.
```
     ns1.example.com. 1800  IN  A      172.27.182.17
                        1800  IN  AAAA   2001:db8::53
     www.example.com. 1800  IN  A      192.168.1.2
                        1800  IN  AAAA   fd00::1:2
```

### Regel 7 – „IN“ muss nur einmal angegeben werden
Das Klassenfeld „IN“ braucht nur beim ersten RR angegeben zu werden.
Beispiel:
```
     @                  1800  IN  SOA ns1 mailbox (
                                                100   ; Seriennummer
                                                300   ; Refresh Time
                                                100   ; Retry Time
                                                6000  ; Expire Time
                                                600   ; negative Caching Zeit
                                               )
                        1800   NS ns1          ; der Name darf weggelassen werden
```

```
     ns1                1800   A   172.27.182.17
     www 1800   A   192.168.1.2
```

### Regel 8 – TTL
Ist in einem RR kein TTL (Time to live) vorhanden, so wird der Wert aus der „$TTL“-Variable am Anfang der Zonendatei vor dem SOA Resource Record genommen. Vor der Bind-Version 8.2 kam dieser TTL-Wert aus dem letzten Feld im SOA Resource Record (minimum TTL), welcher ab der Bind-Version 8.2 durch die „negative caching TTL“ ersetzt wurde und der $TTL vor dem SOA-RR an dessen Stelle eingeführt wurde.
Beispiel:
```
     $TTL 1234
     @              IN  SOA  ns1 mailbox 100 300 100 6000 10800
                        NS   ns1
```

```
     ns1                A    172.27.182.17     ; TTL=1234 aus $TTL
     www 20        A    192.168.1.2       ; nur hier gilt TTL=20
     test A    1.2.3.4           ; TTL=1234 aus $TTL
```

Die Einheit für Zeitangaben wie z. B. TTL ist Sekunden (ersichtlich in Ripe-203). Die Spezifikation des TTL-Feldes findet sich in RFC 2308.

### Regel 9 – $ORIGIN
Standard-Origin ist der Zonenname, wie er in der Datei named.conf.local definiert wurde. Mit der $ORIGIN-Anweisung können beliebige andere Origins definiert werden. Ein neu definierter Origin ist für alle folgenden Zeilen bis zur nächsten $ORIGIN-Anweisung gültig.
Beispiel: Zone example.com:
```
     $TTL = 1234
     @        IN  SOA  ns1 mailbox 100 300 100 6000 1800
                  NS   ns1
```

```
     ns1          A    172.27.182.17
     www A    192.168.1.2
```

```
     $ORIGIN sub.example.com.
     xxx A    1.2.3.4
```

### Regel 10 – $TTL
Mit der $TTL-Anweisung kann ein Default-TTL-Wert vorgegeben werden.
Beispiel:
```
     $TTL 1800
     @        IN  SOA  ns1 mailbox 100 300 100 6000 600
                  NS   ns1
```

```
     ns1          A    172.27.182.17
```

### Regel 11 – $INCLUDE
Mit $INCLUDE-Anweisungen können weitere Dateien eingebunden werden. Diese müssen natürlich eine korrekte Syntax aufweisen. Die $INCLUDE-Anweisung hat nur lokale Bedeutung. Beim Zonentransfer wird die expandierte Zone übertragen.
Beispiel:
```
     @        IN  SOA  ns1 mailbox 100 300 100 6000 1800
                  NS   ns1
```

```
     ns1          A    172.27.182.17
     $INCLUDE     /var/named/mx-records.txt
     $INCLUDE     /var/named/a-records.txt
```

## Sonstiges
Beim bekannten BIND-Nameserver existiert außerdem die $GENERATE-Anweisung, mit der Resource-Records automatisch erzeugt werden können.